# Старообрядческий богословский институт
Старообря́дческий богосло́вский учи́тельский институ́т (полное официальное название — Московский старообрядческий учительский богословский институт при Рогожской старообрядческой общине) — православное богословское учебное заведение Русской православной старообрядческой церкви, действовавшее в Москве с 1911 по 1918 год.
В 2011 году историческое здание старообрядческого богословского института возвращено РПСЦ. Планируется отремонтировать его и организовать там институт, каким он задумывался в начале XX века. В 2019 году принято решение о восстановлении института под названием Православный старообрядческий гуманитарный институт имени протопопа Аввакума. В настоящее время в здании института идут ремонтно-восстановительные работы. Сроки открытия неоднократно переносились.

## История
В 1905 году издание указа Николая II «Об укреплении начал веротерпимости» привело к расцвету старообрядчества: создавались новые общины, строились новые храмы, открывались приходские школы. Возникла потребность в грамотных священнослужителях и преподавателях для школ и, соответственно, в учебном заведении, которое бы их готовило.
В апреле 1908 года было разрешено открывать педагогические курсы для подготовки старообрядческих учителей и учительниц начальных училищ. 10 июня 1909 года в Николо-Ямском тупике в доме Рогожской общины Московское старообрядческое общество совместно с Союзом начетчиков открыло курсы для подготовки народных учителей. В октябре 1909 года ряд известных старообрядцев предложили открыть в Москве первую старообрядческую учительскую семинарию в память о 10-летии старообрядческих съездов. В 1910 году была создана комиссия, разработавшая программу открытия в Рогожской общине шестиклассного института для подготовки учителей и священников.
14 октября 1911 года Совет Министров разрешил открыть в Москве Старообрядческий богословско-учительский институт. В том же году решением совета старообрядческой общины на Рогожском кладбище (председатель Пуговкин И. А.; товарищи председателя — Рябушинский П. П., Кузнецов С. М.; почетные члены — архиепископ Московский Иоанн (Картушин), епископ Рязанский и Егорьевский Александр (Богатенко) и Морозова Ф. Е.) был основан Старообрядческий богословский институт с шестилетним сроком обучения как специальное учебное заведение, готовящее кадры для Русской православной старообрядческой церкви. В институт принимали только мужской пол.
10 (23) сентября 1912 года состоялось открытие Старообрядческого богословско-учительского института в доме общины Рогожского кладбища в Николо-Ямском тупике.
Обучение в институте было рассчитано на 6 лет: 4 курса общеобразовательные и 2 специальные, богословско-педагогические. В первые четыре года изучались: катехизис, история Церкви и старообрядчества, славянский, греческий и немецкий языки, история, география, физика, логика, психология, основы иконописи. На двух специальных курсах изучались богословие, церковное право, педагогика и др. С переходом в собственное помещение планировалось открытие иконописного класса, мастерских по дереву, металлу и коже.
Форменная одежда воспитанников: «В старообрядческом институте имеется следующая форменная одежда: блуза с белыми металлическими пуговицами, и брюки. Парадная одежда: тужурка, с откидным воротом и петлицей из черного бархата, обшитого темно-синим кантом, шинель и фуражка, с бархатным околышком и темно-зеленым верхом. Белый металлический значок на околышке фуражки с инициалами: „М.С.И.“. Белые металлическия пуговицы на блузе, тужурке и шинели также с инициалами: „М.С.И.“. Пояс ременный черный с пряжкой с теми же инициалами. Церковная одежда — кафтан. Вся одежда черного цвета. Настоящая форма присвоена только воспитанникам старообрядческого института и в других учебных заведениях не имеет себе подражания»
Преподавательский состав института состоял из 10 человек. Среди них были известные в старообрядческой среде лица: преподаватель Закона Божия поп Ф. М. Гусляков (из бывших противоокружников), один из создателей старообрядческого журнала «Слово Церкви», преподаватель церковной истории и катехизиса — Фёдор Мельников, преподаватель русского языка — Н. В. Чехов, преподаватель немецкого языка — Яков Карлович Фридрихсон и др.
10 (23) сентября 1912 года первым директором (должности ректора в институте не существовало) института стал Александр Рыбаков, а почетным блюстителем С. П. Рябушинский. Плата за обучение составляла 30 руб в месяц + 10 руб за учебники и 12,50 руб за общежитие. Существовала специальная стипендия графа С. Ю. Витте (по свидетельству Ф. Е. Мельникова, «мыслившего преобразовать господствующую церковь по типу старообрядческой» и готового самому перейти в старообрядчество «если бы этому обстоятельству не препятствовало его общественное положение на государственной службе»), а также стипендия сенатора Н. С. Таганцева.
В марте 1913 года на общем собрании членов общины Рогожского кладбища был заслушан доклад об отводе под строительство нового здания института земли, пожертвованной некогда Клейменовой. Для сооружения нового здания была образована строительная комиссия, в состав которой входили известные старообрядцы Г. М. Кузнецов (председатель), С. П. Рябушинский, Т. С. Морозов и др. Наиболее приемлемым оказался проект двухэтажного здания, выполненный архитектором Фёдором Алексеевичем Ганешиным, имевшим солидный опыт проектирования доходных домов, крупных торговых и промышленных сооружений.
Было решено к весне 1914 года выстроить целиком учебный корпус института и здание общежития на 100 мест. Однако сбор средств затянулся, и торжество закладки здания института состоялось только 27 апреля 1914 года.
Новое здание института должно было быть построено к 10 сентября, но начавшаяся Первая мировая война смешала все планы. Строителей призвали в армию. Не удалось открыть два последних класса, поскольку учеников 4-го класса призвали на военную службу. На 1 января 1915 года в институте обучалось 80 человек от 12 до 22 лет: на 1-м курсе — 26 человек, на 2-м — 27 и на 3-м — 27 студентов. Двое студентов числились как беспоповцы.
28 сентября 1915 года старообрядческий институт переехал наконец в новое здание.
В августе 1917 года Рыбаков уехал из Москвы. Директором института стал начетчик Феодор Ефимович Мельников. К этому времени здесь обучалось 90 воспитанников.
В сентябре 1917 года институт был преобразован в среднее учебное заведение — учительскую семинарию нового типа с четырьмя основными классами и двумя подготовительными, готовившую к поступлению в университет.
Декрет об отделении Церкви от государства и школы от Церкви по сути поставил вне закона духовное образование в Советском государстве, и в 1918 году институт был закрыт большевиками.

## Дальнейшая судьба здания
Затем в здании начали работу образовательные учреждения: мужская и женская школы, средняя общеобразовательная, неполная средняя, входящие в состав Рогожско-Симоновского, Таганского, Ждановского районов.
В 1930 году школе был присвоен № 459. По 1948 год — это средняя школа Таганского района. С 1960 года реорганизуется в восьмилетнюю школу. С 1987 — полная средняя общеобразовательная школа № 459.
В 2011 году Приказом Департамента образования города Москвы здание возвращено Церкви в безвозмездное и бессрочное пользование.
В сентябре 2014 году образована комиссия по дальнейшему использованию и эксплуатации здания бывшего Богословского учительского института, а также рассмотрению проектов восстановления (реконструкции) здания.
В 2019 году на официальном сайте РПСЦ отмечалось: «возвращение несколько лет назад огромного здания бывшего старообрядческого богословско-учительского института в Москве, откуда выехала средняя светская школа, с отключением воды и отопления, стало не „праздником возрождения“, а скорее обременением, балластом на многие годы. Ведь если здание из кирпича и бетона не используется и не отапливается, оно ветшает. Митрополия тратила средства на охрану и на минимальные ремонтные „заплатки“, искала источники поддержки. И теперь для сохранения и возрождения ценнейшего наследия наших предков есть как необходимые средства, так и руководитель работ по восстановлению и приспособлению к новым задачам».
Совет Митрополии Русской Православной Старообрядческой Церкви на заседании 14-15 мая 2019 года постановил «Одобрить предложенный проект создания Православного старообрядческого гуманитарного института имени протопопа Аввакума» и рекомендовал митрополиту Корнилию «назначить ректором Православного старообрядческого гуманитарного института имени протопопа Аввакума профессора Виктора Вячеславовича Соловьева». Первый набор планировали провести летом 2020 года.
13 мая 2021 года Советом Митрополии РПСЦ ректор Виктор Соловьёв был отправлен в отставку. Был существенно доработан текст устава института
15-16 сентября 2021 год Совет Митрополии РПСЦ назначил Ирину Юрьевну Трушкову исполняющей обязанности ректора Православного гуманитарного старообрядческого института имени протопопа Аввакума и создал комиссию по организации Православного гуманитарного старообрядческого института имени протопопа Аввакума в составе: иерей Александр Панкратов, иерей Михаил Родин, иерей Василий Андроников, А. И. Шатохин.
15 ноября 2022 года во дворике при институте был установлен памятник протопопу Аввакуму. Памятник выполнен скульптором Андреем Щербаковым, и представляет собой фигуру Аввакума в полный рост, который правой рукой благословляет верующих, а позади него установлен крест. Тогда же митрополит Корнилий (Титов) отмечал: «Мы работаем сейчас совместно с министерством образования, но какие будут кафедры, кого приглашать преподавать — пока не ясно. Скорее всего, в институте будут и гражданские специальности, то есть для мирян и для представителей других конфессий. Надо готовить специалистов широкого профиля: историков, искусствоведов, специалистов по реставрации». Также митрополит Корнилий озвучил примерную дату открытия института — ноябрь 2023 года, но при этом «в связи с экономическими обстоятельствами на следующий год финансирования нет. Срок сдачи здания университета — ноябрь 2023 года, но получится или нет — большой вопрос».

## Ректоры
директора (1911—1918)
- 1911—1917 — Александр Рыбаков
- 1917—1918 — Фёдор Мельников

ректоры (с 2019)
- 15 мая 2019 — 13 мая 2021 — Виктор Соловьёв
- с 16 сентября 2021 года — Ирина Трушкова